# いが☆グリオ
いが☆グリオは、伊賀青年会議所（旧上野青年会議所）が2008年（平成20年）に考案し、2009年（平成21年）より、いが☆グリオ実行委員会が運営する三重県伊賀市マスコットキャラクター。2013年（平成25年）に伊賀市より伊賀市観光大使を委嘱される。

## プロフィール
- 性別 - 男の子
- 誕生日 - 6月24日
- 趣味 - 伊賀市でのお散歩　全国各地での観光PR
- 特技 - ダンス ・おなかをグリグリすると夢が叶う
- 好物 - 伊賀牛・伊賀米・かたやき [1]

## キャラクター
伊賀流忍者のふるさと三重県伊賀市でうまれた小学校3年生の忍者のおとこの子のマスコットキャラクター(ゆるキャラ)である。
その名のとおり「いがグリ頭」とぽっこりしたお腹が特徴。お腹には伊賀牛・伊賀米・かたやきなどの伊賀の名物や、伊賀の歴史や伝統文化を世界中に発信するという夢がいっぱいにつまっている。
地域活性化を目的に観光振興・青少年健全育成のため精力的に活動を行っている。

## 歴史
- 2008年6月24日
  - 伊賀市地域活動支援事業を活用し「いが☆グリオ」が誕生[2]
- 2008年9月11日
  - テレビ東京「テレビチャンピオン2」ゆるキャラ王選手権出演[3]
- 2008年10月4日
  - 「逸品縁日」湊町リバープレイス（大阪市浪速区湊町1）に出演 [4]
- 2009年3月14日
  - CBCテレビ「花咲かタイムズ」に出演 [5]
- 2009年12月
  - BSテレビ朝日ドラマ「ラストメール２～いちじく白書～」出演 [6]
- 2011年7月10日
  - 公式テーマソングAZURE「いが☆グリオのテーマ」リリース[7]
- 2013年2月
  - アサヒ飲料十六茶CM出演 [8]
- 2013年2月
  - バンダイ　たまごっちぴーすキャラクター採用 [9]
- 2013年11月4日
  - 伊賀市より伊賀市観光大使を委嘱 [10]
- 2014年1月
  - 赤い羽根共同募金×いが☆グリオコラボ企画 ガチャガチャ募金 いが☆グリオ缶バッジ発売 [11]
- 2014年2月
  - アサヒ飲料十六茶新CM出演 [12]
- 2014年3月
  - 三井アウトレットパーク滋賀竜王で開催の伊賀市甲賀市観光ＰＲキャンペーン出演 [13]
- 2014年8月
  - いが☆グリオ デザイン自動販売機登場 [14]
- 2014年8月22日23日24日25日
  - 『伊賀の國忍者映画祭2014』実行委員長 [15]
- 2014年9月
  - じゃらん公式 伊賀上野城下町でお菓子巡り 掲載[16]
- 2014年11月2日
  - 食材フェア「忍びの里伊賀産を味わう 2014 in 浅草」出演 [17]
- 2014年11月27日
  - Bandai Namcoニンテンドー3DS/Wii U用ソフト「ご当地鉄道～ご当地キャラと日本全国の旅～」キャラクター採用 [18]
- 2014年12月5日
  - 東海テレビ「スイッチ！」出演 [19]
- 2015年2月20日
  - 東海テレビ「スイッチ！」出演 [20]
- 2015年8月8日
  - フジテレビ主催第5回ゆるキャラダンス選手権優勝（東京・お台場） [21]
- 2016年10月1日
  - 西川貴教『T.M.R. LIVE REVOLUTION'16 -ROUTE 20-』（四日市文化会館）出演 [22]
- 2016年11月24日
  - 「三重発地域ドラマ　ラジカセ」（NHK・BSプレミアム）“応援動画”「夢眠ねむのコレ見て！」出演 [23]
- 2017年1月6日
  - いが☆グリオに166通の年賀状が届く [24]
- 2017年2月22日
  - 伊賀市「忍者市」宣言セレモニー出演 [25]
- 2017年7月2日
  - いが☆グリオ生誕10年記念事業～いが☆グリオ七変化～ご当地キャラフェスタin伊賀2017開催 [26]
- 2018年3月
  - スポーツ庁配信アプリ「ＦＵＮ（ファン）＋ＷＡＬＫ（ウォーク）アプリ」キャラクター採用 [27]
- 2018年8月11日12日
  - イナズマフードGP 2018 in 草津出演 [28]
- 2019年2月13日
  - 平成30年度上高みらい学「地域プロデュース」最終発表会審査員 [29]
- 2019年3月
  - 伊賀市上野小玉町の「西澤コロッケ店」訪問 [30]
- 2019年6月6日
  - 公益財団法人伊賀文化都市協会 ぶんとチャイルドクラシックプログラム応援大使に就任[31]
- 2019年6月15日
  - 伊賀忍者特殊軍団　阿修羅とコラボで忍者ステージ出演 [32]
- 2019年10月
  - 滋賀県彦根市で開催の「ご当地キャラ博」に全国で唯一１２年連続で参加[33]
- 2019年11月12日
  - 「女性に対する暴力をなくす運動」該当啓発に[34]
- 2020年1月10日
  - いが☆グリオに300通を超える年賀状が届く [35]
- 2020年1月19日
  - ひろしま男子駅伝「ふるさとキャラクター応援団」として参加 [36]
- 2020年4月
  - 新型コロナウイルスの感染予防を呼びかけるポスターが完成  [37]
- 2020年6月
  - 新しい生活様式ポスター、物流感謝ステッカーが完成  [38]
- 2020年6月16日
  - 伊賀の里山を伝える動画「いが☆グリオの山暮らし」をユーチューブで配信 [39]
- 2020年9月25日
  - 世界自然保護基金ジャパン（WWFジャパン、東京都）オンラインイベント「温暖化が進むとどうなる？　未来の人道危機を抑えるために今、私たちにできること」出演 [40]
- 2021年1月13日
  - いが☆グリオに200通を超える年賀状が届く [41]
- 2021年3月
  - WWF JAPAN「ＥＡＲＴＨ　ＨＯＵＲ（アースアワー）２０２１」の親善大使に就任 [42]
- 2021年7月14日
  - 世界自然保護基金ジャパン（WWFジャパン、東京都）が「2050年脱炭素社会の実現」を日本全体で達成するため開設したサイト「脱炭素列島」を伊賀市長に協力依頼 [43]
- 2021年10月3日
  - 2022年版オリジナルカレンダー販売 [44]
- 2021年11月13日
  - 伊賀線まつり2021出演 [45]
- 2021年12月
  - 新型コロナウイルスの感染予防を呼びかける第3弾のポスターが完成 [46]
- 2022年1月9日
  - いが☆グリオに200通を超える年賀状が届く [47]
- 2022年2月
  - 忍者ダンスで伊賀PR [48]
- 2022年2月22日
  - ダンスアーティストのケント・モリさんの指導で忍者をイメージしたダンスを伊賀市内の小学生とコラボ [49]
- 2022年3月28日
  - プログラミングアプリ「Springin’（スプリンギン）」を使った「忍者」をテーマにした作品コンテストの審査員（株式会社しくみデザイン） [50]
- 2022年4月
  - 伊賀市出身の水彩画家伊藤尚美さんと名張市出身の漫画家ボマーンさんとのコラボTシャツ発表 [51]
- 2022年4月
  - ウクライナのこどもたちを支援するためポストカードを販売し寄付 [52]
- 2022年6月5日
  - 伊賀上野ケーブルテレビ番組「いがびと」でいが☆グリオ特別番組放送 [53]
- 2022年6月25日
  - 「いが☆グリオ」生誕十五年を祝う誕生日会を岡森書店白鳳店で開催 [54]
- 2022年10月21日
  - 滋賀県彦根市議会開催「キャラクター議会」に議員として出席 [55]
- 2023年4月23日
  - 伊賀市予野「花垣の八重桜」に親しむ観桜会出演 [56]
- 2023年6月3日
  - いが☆グリオ生誕15周年記念事業～いが☆グリオいちごいちえ～伊賀市文化会館で開催 [57]
- 2023年10月
  - 伊賀市移住者向けノベルティ「ハイチュウ」デザイン採用 [58]
- 2023年11月
  - 切り絵作家百鬼丸とのコラボグッズリリース [59]
- 2023年11月23日24日25日26日
  - 伊賀上野NINJAフェスタin上野恩賜公園2023出演 [60]
- 2024年1月
  - 能登半島地震被災地支援募金活動 [61]
- 2024年2月
  - 伊賀市教育委員会に「いが☆グリオ緊急時連絡カード」寄贈し、市内の全小学生３８４３人に配布 [62]
- 2024年3月
  - ３/9(土)伊賀上野NINJAフェスタIN大阪天神橋筋商店街出演 [63]
- 2024年3月
  - 3/23(土)・24(日)『リアル忍者の聖地 伊賀・甲賀』出演 [64]
- 2024年7月
  - 芭蕉翁生誕380年記念事業「水田わさびさんと俳句を楽しむぐり！」PR [65]
- 2024年8月
  - 「いが☆グリオ」と「こにゅうどうくん」が「Bo’z」コラボグッズ発表 [66]
- 2024年8月
  - 芭蕉翁生誕380年記念事業「水田わさびさんと俳句を楽しむぐり！」をいが☆グリオ実行委員会・芭蕉翁生誕380年記念事業実行委員会で主催 [67]
- 2024年8月
  - 2008（平成20）年の初回から彦根の「ご当地キャラ博」に連続参加[68]
- 2024年10月
  - マクドナルドのほんのハッピーセット付録「全国ご当地人気キャラずかん」に登場[69]
- 2024年11月
  - 伊賀市制20周年記念式典に出演[70]
- 2024年11月
  - 伊賀上野NINJAフェスタ2024in上野恩賜公園に出演[71]
- 2024年12月
  - 芭蕉翁生誕380年記念事業結びイベント「芭蕉さん　さらなる旅へ。」に出演[72]
- 2025年2月
  - 関西線の名古屋―伊賀上野（伊賀市）間で乗り換えが不要となる直通列車の実証運行に出演[73]
- 2025年3月
  - 伊賀上野NINJAフェスタin天神橋筋商店街2025に出演[74]
- 2025年8月
  - 大阪・関西万博～日本忍者フェスティバル～に出演[75]